# 井上弘章
井上 弘章（いのうえ ひろあき、1995年1月21日 - ）は、日本のファッションデザイナー。文化服装学院出身。

## 人物
趣味スポーツ観戦
好きな食べ物魚、肉
嫌いな食べ物茄子
人生の目的宝くじ高額当選

## 経歴
- 2005年、デザイナー高柴裕太と共にヒロアキイノウエを設立。
- 2007年コウタツネマツとコラボ

他の活動として服のプロデュースも行う。

## コラボレーション
- 2007年コウタツネマツとコラボ

## 著書
- 「自分のあり方について」2006年 株式会社ヒロアキイノウエ
- 「自分の道」2006年 株式会社ヒロアキイノウエ
- 「人生の楽しみ方」2012年 株式会社ヒロアキイノウエ

| スタブアイコン | サブスタブ | この項目は、まだ閲覧者の調べものの参照としては役立たない、人物に関連した書きかけの項目です。この項目を加筆・訂正などしてくださる協力者を求めています（P:人物伝/PJ:人物伝）。 |